# Batina (bướm đêm)
Batina  là một chi bướm đêm thuộc họ Erebidae.

## Hình ảnh

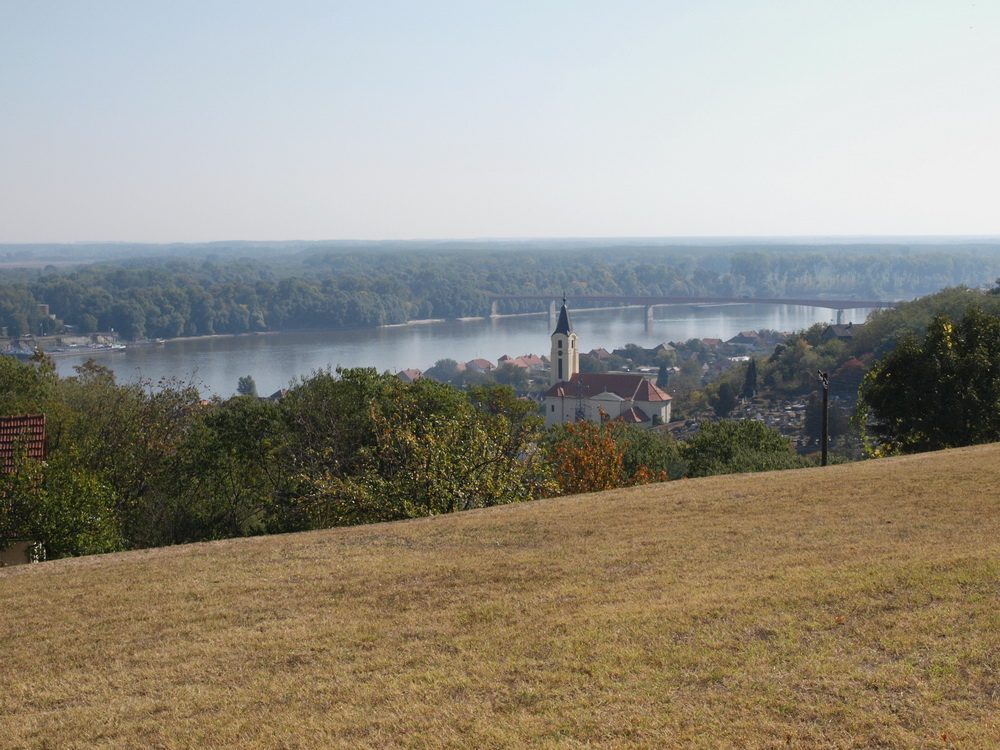
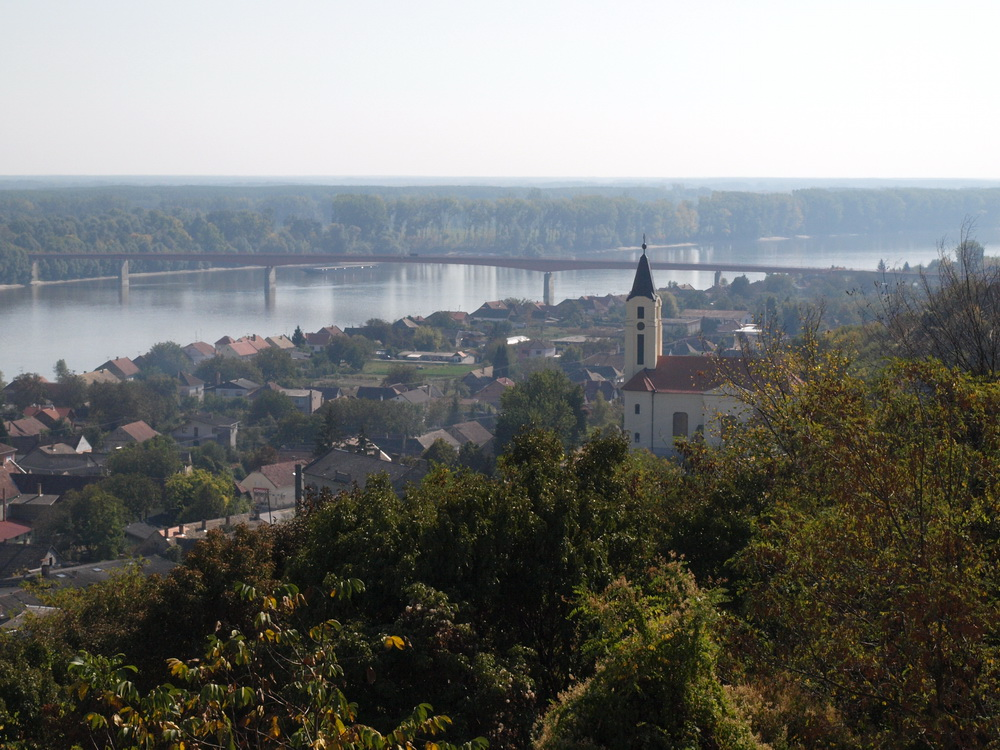
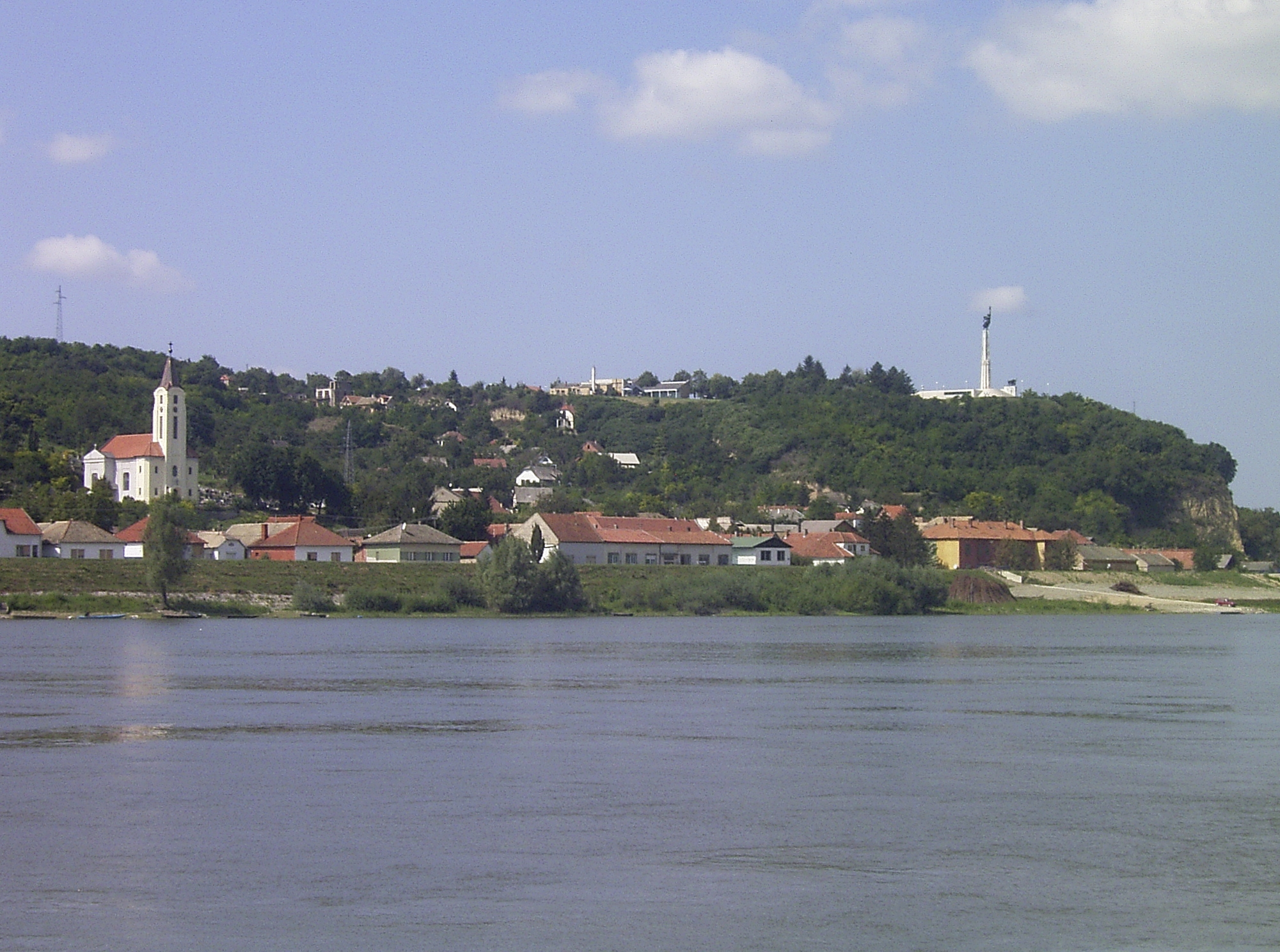
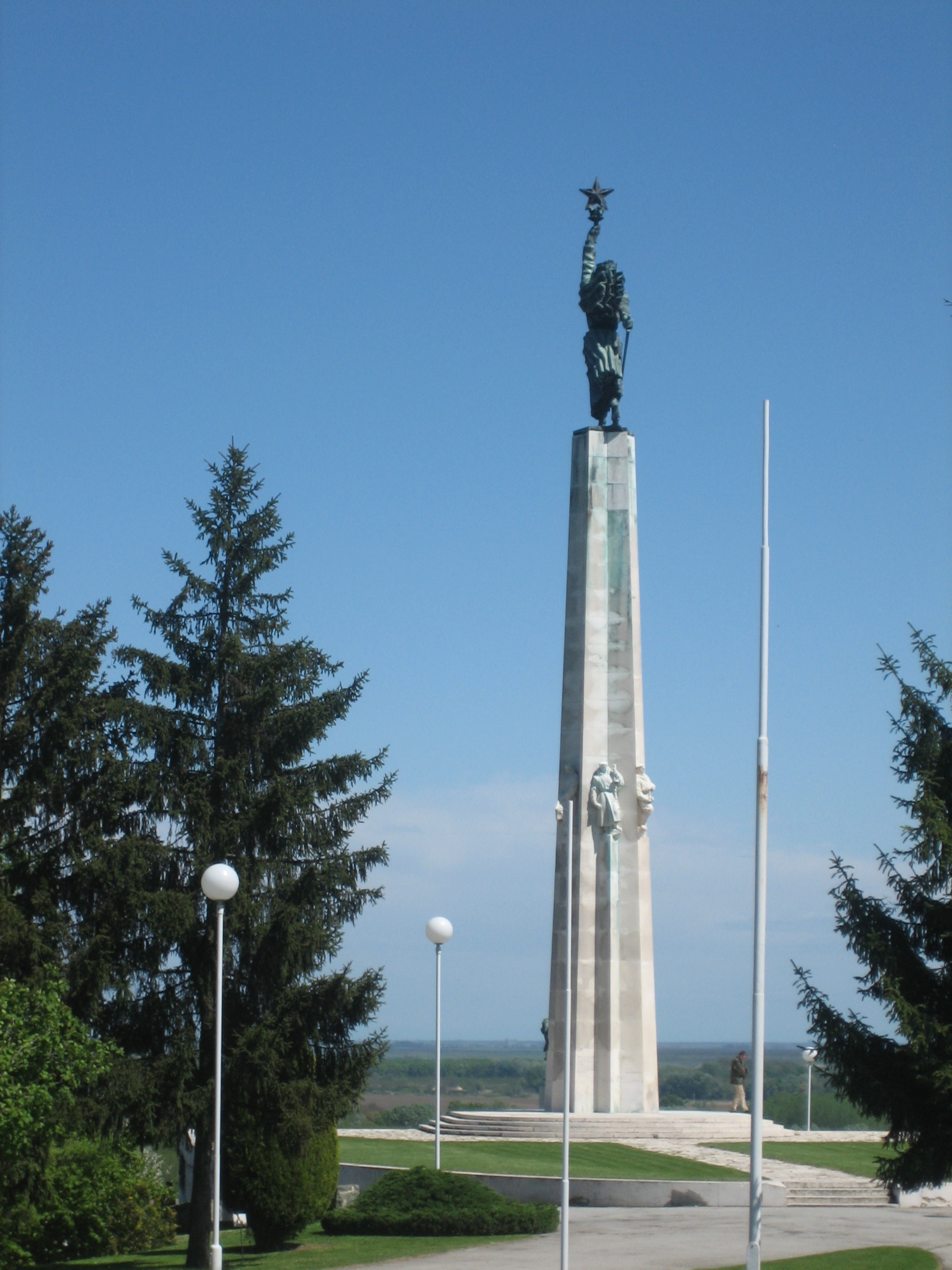